# Lamentis
«Lamentis» (с англ. — «Ламентис») — третий эпизод первого сезона американского телесериала «Локи», основанного на одноимённом персонаже Marvel Comics. В этом эпизоде альтернативные версии персонажа оказываются на чужой планете во время апокалипсиса, без возможности сбежать. События эпизода происходят в медиафраншизе «Кинематографическая вселенная Marvel» (КВМ), и он напрямую связан с фильмами франшизы. Сценарий к нему написала Биша К. Али, а режиссёром выступила Кейт Херрон.
Том Хиддлстон вновь исполняет роль Локи из серии фильмов, в то время София Ди Мартино исполняет роль женской версии персонажа по имени Сильвия. В эпизоде также появляются Гугу Мбата-Роу и Саша Лэйн. Кейт Херрон присоединилась к сериалу в августе 2019 года. Съёмки проходили на «Pinewood Atlanta Studios» и в мегаполисе Атланты.
Эпизод «Ламентис» был выпущен на стриминговом сервисе «Disney+» 23 июня 2021 года.
Критики высоко оценили взаимодействия между Хиддлстоном и Ди Мартино и отметили сходства между эпизодом и сериалом «Доктор Кто», хотя у них были смешанные чувства по поводу решения сериала отклониться от более широкого повествования; некоторые оценили повышенное внимание к проработке персонажей, в то время как другие считали, что это может повлиять на общий темп сериала. Подтверждение того, что Локи является бисексуалом, получило широкое обсуждение.

## Сюжет
В Алабаме в 2050 году Вариант, также известная как Сильвия, проникает в сознание пленённого ею агента «Управления временными изменениями» (УВИ), Охотницы C-20, и создаёт воспоминания, чтобы собрать информацию о местонахождении Хранителей Времени, создателей УВИ. Локи и охотники УВИ прибывают туда, чтоб задержать Варианта.
Сильвия и Локи прибывают в УВИ. Она пытается найти Хранителей Времени, а он старается задержать её. Однако появляется судья УВИ Равонна Ренслейер и нападает на них. Локи использует «TemPad», и телепортирует себя и Сильвию на луну «Ламе́нтис-1» в 2077 году, которая скоро будет разрушена планетой. Однако у них нет шанса вернуться обратно, поскольку у темпада закончилась энергия. Локи прячет «TemPad» с помощью магии, но только Сильвия знает, как его перезарядить, поэтому они соглашаются работать вместе.
Для перезарядки требуется космический корабль «Ковчег», который предназначен для эвакуации богатых жителей Ламентиса. Два варианта пробираются на поезд, который направляется к кораблю. Однако Локи напивается и вступает в драку с охранниками, которые сбрасывают его с поезда. Сильвия прыгает за ним. Темпад окончательно ломается и они меняют план, до «Ковчега» они идут пешком, чтобы попытаться его захватить и сбежать с луны.
Во время путешествия Сильвия рассказывает, что агенты и охотники УВИ являются альтернативными версиями живых существ (как она и Локи), а не созданиями Хранителей Времени, как утверждал агент Мобиус М. Мобиус. Два варианта сквозь городскую охрану добираются до «Ковчега», но в этот момент метеоритный дождь разрушает корабль(в оригинальной хронологии - как разрушила корабль спасения, значит этот мир обречён с двух сторон одновременно. Он и был бы уничтожен), обрекая Сильвию и Локи на гибель.

## Производство

### Разработка
К октябрю 2018 года «Marvel Studios» разрабатывала мини-сериал с участием Локи (Том Хиддлстон) из фильмов Кинематографической вселенной Marvel (КВМ). В ноябре генеральный директор «Disney» Боб Айгер подтвердил, что «Локи» находится в разработке. В августе 2019 года Кейт Херрон была нанята в качестве режиссёра сериала. Херрон и главный сценарист Майкл Уолдрон, наряду с Хиддлстоном, Кевином Файги, Луисом Д’Эспозито, Викторией Алонсо и Стивеном Бруссардом стали исполнительными продюсерами. Сценарий к эпизоду написала Биша К. Али.

### Сценарий
Обсуждая использование Вариантом псевдонима «Сильвия», София Ди Мартино сказала, что, хотя персонаж был вдохновлён Сильвией Лаштон / Чаровницей и Леди Локи из Marvel Comics, она — другой человек с другой предысторией, отличной от этих персонажей, а также от Локи Хиддлстона. «Ламентис» устанавливает, что Локи и Сильвия являются бисексуалами. Херрон, которая также является бисексуалкой, сказала, что подтверждение этого было очень важным для неё, так как это является частью того, «кем является он и кем являюсь я», и назвала это «маленьким шагом». София Ди Мартино заявила, что они с Хиддлстоном попытались сделать этот момент «естественным разговором между двумя знакомыми», не придавая заявлению «слишком большого значения», при этом понимая важность того, каким будет этот момент.
Метафора Локи о том, что «любовь — это кинжал», была «очень, очень быстро» написана Уолдроном, когда он вернулся к этому эпизоду. Поскольку Локи в тот момент был пьян, это «освободило [Уолдрона]», чтобы он не слишком задумывался об этом, и он также знал, что это не должно было иметь большого смысла, поскольку, как и в случае с другими метафорами Локи, это «почти работает». Хиддлстон добавил, что метафора была репрезентативной для опыта Локи в любви до этого момента, поскольку это была «своего рода иллюзия, которой он доверял и которая подвела его». Он продолжил, что Локи верил, что создал нечто глубокое, хотя это было не так, и это была возможность для Сильвия «разорвать пузырь помпезности Локи».

### Подбор актёров
Главные роли в эпизоде исполняют Том Хиддлстон (Локи), София Ди Мартино (Сильвия), Гугу Мбата-Роу (Равонна Ренслейер) и Саша Лэйн (Охотник C-20):37:36–37:53. Также в эпизоде появляются Сюзан Галлахер (ламентийская поселенка), Алекс Ван (Патрис), Бен Вандермей (рядовой Хадсон) и Джон Коллин Баркли (капрал Хикс):39:04.

### Съёмки и визуальные эффекты
Съёмки проходили в павильонах студии «Pinewood Atlanta» в Атланте, Джорджия:9, где режиссёром стала Кейт Херрон, а Отем Дюральд Аркапоу выступила в качестве оператора:2. Натурные съёмки проходили в мегаполисе Атланты, в том числе в карьере в северной Джорджии, который стал шахтёрским городом Ламентис-1:10. Сцена в поезде, когда Локи и Сильвия обсуждают свою личную жизнь и упоминают о своей бисексуальности, была снята с «мягким сиянием фиолетового освещения», причём различные персонажи в сцене были одеты в синие костюмы; фиолетовый, синий и розовый — цвета, которые представляют бисексуальность и её флаг.
Визуальные эффекты были созданы компаниями «Digital Domain», «Lola», «FuseFX», «Rodeo FX», «Method Studios», «Luma Pictures», «Cantina Creative», «Crafty Apes» и «Rise»:40:14–40:32.

### Музыка
В эпизоде присутствуют песни «Demons» от Хейли Кийоко и «Dark Moon» от Бонни Гитар. Marvel обратилась к норвежскому автору Эрленду О. Нёдтведту и музыканту Бенедикте Маурсет с просьбой создать асгардскую застольную песню, которую спел Локи в эпизоде. Песня под названием «Jeg Saler Min Ganger» была написана как традиционная народная песня, при этом Нёдтведт и Маурсет написали четыре куплета, несмотря на то, что в эпизоде использовался только один; полная песня будет доступна в саундтреке сериала. Ханна Шоу-Уильямс из «Screen Rant» подумала, что, хотя припев был «весёлым и оптимистичным», стих, услышанный в эпизоде, был «гораздо более меланхоличным» с пронзительными текстами, которые «отражают добровольную изоляцию и одиночество Локи».

## Маркетинг
После выхода эпизода «Marvel» анонсировала товары, вдохновлённые этим эпизодом, в рамках своей еженедельной акции «Marvel Must Haves» для каждого эпизода сериала, включая одежду, аксессуары и фигурки Сильвии от «Funko Pops», «Hot Toys», «Cosbaby» и «Marvel Legends». Marvel также выпустила рекламный плакат для эпизода, в котором фигурировала метафора Локи «любовь — это кинжал» из эпизода.

## Релиз
Эпизод «Ламентис» был выпущен на «Disney+» 23 июня 2021 года.

## Реакция

### Реакция критиков
Агрегатор рецензий «Rotten Tomatoes» присвоил эпизоду рейтинг 84 % со средним баллом 7,49/10 на основе 31 отзыва. Консенсус критиков на сайте гласит: «Очаровательная София Ди Мартино оказывается достойным вариантом в эпизоде „Ламентис“, апокалиптическом пит-стопе сериала, который в своих хитрых рукавах припрятал вдохновение „Доктором Кто“ — к лучшему ли это или к худшему».
В своём обзоре «Rolling Stone», Алан Сепинуолл сказал, что у сериала, состоящего из шести подобных эпизодов, не должно быть времени отклоняться от основного повествования для дальнейшего изучения персонажей. Тем не менее, эпизод «признаёт, что если мы не понимаем, кто такая Сильвия, и то, как она похожа и не похожа на свой мужской вариант, то ничего из её конечной цели на самом деле не имеет значения. Объезд так же важен, как и — хоть и не более важный — всё, что происходило раньше», называя его «Хельски развлекательным». Сепинуолл также считал, что этот эпизод был «отличным примером того, как эти новые сериалы КВМ могут отличаться от фильмов, при этом все ещё чувствуя себя частью одной и той же более широкой истории». Дав эпизоду оценку «B-», Кэролайн Сиде из «The A.V. Club» сказала, что эпизод был «переполнен стилем и полон многообещающих идей», однако отметила, что, хотя можно легко описать этот эпизод «Локи» с различных аспектов, которые появились или произошли, он всё равно ощущался как «половина эпизода», который «так и не набрал обороты» или не имел реальных ставок. Тем не менее, «даже такой эпизод-„филлер“, как этот, все ещё очень смотрибелен», причём Сиде указала на различные моменты миропостроения, которые произошли, и «солидные» боевые сцены, но хотела бы, чтобы «Ламентис» потратил больше времени на изучение истории Сильвии и задался вопросом, будет ли эпизод «в конечном итоге играть лучше в ретроспективе, как только мы узнаем, куда направляется сезон».
Сиддхант Адлаха из «IGN» сказал, что эпизод «показывает, насколько этот сериал является редкой работой Marvel с каким-либо реальным визуальным щегольством. Однако он часто затруднён и заканчивается тем, что история встаёт на место и заканчивается довольно резко». Адлаха также почувствовал, что некоторые диалоги были «особенно остроумными и марвеловскими, в непривычном духе», как в случае с Робертом Дауни-мл. в фильме «Железный человек» (2008), «но теперь они кажутся устаревшей заменой проработки персонажей». Он также чувствовал, что «Локи» должен «расслабиться» и «насладиться бесконечным хаосом прямо за его рамками», желая, чтобы «производственная машина Marvel [ушла бы] с пути [творческих людей] и позволила им рассказать захватывающую историю, где персонажи определяются не визуальной и повествовательной формулой, а возможностью»; Адлаха дал «Ламентису» 7 баллов из 10.
Многие обозреватели чувствовали, что этот эпизод имеет сходство с сериалом «Доктор Кто», в то время как Сепинуолл описал «Ламентис» как «маловероятное, но привлекательное перекрёстное опыление» этого сериала и фильма «Перед рассветом» (1995). Взаимодействие между Хиддлстоном и Ди Мартино в эпизоде также получило широкую похвалу.

### Анализ
Обозреватели обсуждали раскрытие Варианта, получившего прозвище «Сильвия». Сепинуолл посчитал, что это больше похоже на «привычку КВМ сочетать аспекты персонажей комиксов… [скорее] чем приманка и подмена», отметив, что Хиддлстон и Ди Мартино «явно обыгрывали разные аспекты одного и того же персонажа». Сэм Барсанти из «The A.V. Club» считал, что «очень возможно», что Сильвия была просто другой версией Локи из другой временной линии, поскольку в фильмах по комиксам была история объединения имён и описаний нескольких персонажей «просто ради того, чтобы не изобретать совершенно новую вещь». И наоборот, поскольку Барсанти указал, что Сильвия ещё не сказала, что она Локи, и просит, чтобы её так не называли, она всё равно может оказаться Чаровницей в КВМ. Итан Олтер из «Yahoo Entertainment» полагал, что Сильвия в конечном итоге станет сплавом Леди Локи и Чаровницы, что было распространённой теорией фанатов.
Многие обозреватели говорили о раскрытии того, что Локи является бисексуалом. Сиддхант Адлакха из «IGN» сказал: «В то время как это далеко от любого открытого проявления сексуальности… это хороший, хотя и мимолётный способ для Диснея, наконец, нажать на этот спусковой крючок», добавив, что Локи, скорее всего, был самым заметным персонажем-квиром от Диснея. Салони Гаджар из «The A.V. Club» назвала раскрытие «большим делом для фанатов КВМ», но не сочла это удивительным, поскольку Локи в комиксах является пансексуалом и гендерно-флюидным. Она сказала, что в дополнение к тому, что Фастос является геем в «Вечных» (2021), а бисексуальность Валькирии изучается в фильме «Тор: Любовь и гром» (2022), «Marvel Studios» «явно пыталась преодолеть критику за опоздание на вечеринку с её унылой репрезентацией ЛГБТК+».
Адам Б. Вэри из «Variety» отметил, что Локи был первым персонажем-квиром «Marvel Studios», и почувствовал, что раскрытие, произошедшее во время Месяца гордости, было признанием студией того, что «случайное откровение» будет иметь важное значение для многих ЛГБТ-фанатов. Тем не менее, Вэри был обескуражен тем, что признание отмечалось как веха для квир-репрезентации, поскольку другие работы о супергероях уже охватили это сообщество, например, с несколькими персонажами в телесериалах DC Comics, включая Вселенную Стрелы. Кроме того, в сериале «Marvel Television» «Джессика Джонс» были персонажи-лесбиянки и трансы. В завершение Вэри сказал, что это был «значительный шаг вперёд для репрезентации ЛГБТ-сообщества» в КВМ, но ещё предстоит выяснить, сможет ли Локи «выразить однополую любовь или сексуальное влечение», как это сделали гетеросексуальные пары во франшизе. Мэтт Патчес и Сюзана Поло из «Polygon» написали, что этот момент показался «весомым» по сравнению с предыдущими объявлениями Диснея, рекламирующими персонажей-геев в фильмах «Walt Disney Animation Studios» или «Pixar», которые состоял из одного кадра или строки диалога, но они предупредили, что, поскольку Локи ещё не был замечен в каких-либо отношениях в КВМ, применялась концепция «бесполого персонажа-квира», которая является «такой же частью гомофобной пропаганды, как и злодейский персонаж-квир». Поклонники отпраздновали этот момент, а также «артистизм, с которым он был исполнен».